# Мариј Ел
Мариј Ел, или званично Република Мариј Ел (рус. Респу́блика Мари́й Эл) је конститутивни субјект Руске Федерације са статусом аутономне републике на простору поволшке Русије.
Главни град републике је град Јошкар Ола.

## Етимологија
Република је добила име по титуларном народу Маријцима који су, након Руса (око 48%), други најбројнији народ у овој републици (са око 42%). Маријци су народ угро-финског поријекла, традиционално православне вјероисповести.
Име Мариј (марий), јавља се са монголском инвазијом почетком 11 вијека. Претпоставља се да ријеч Мариј има слично значење као и комска и удмурска ријеч морт (морти, мори), а потиче од иранске (скитске) ријечи мирде, што значи „човјек, муж, супруг“. Слично значење има и име сусједног народа Мордвина.

## Становништво
| 1989.   | 2002.   | 2010.   |
| ------- | ------- | ------- |
| 749,386 | 727,979 | 696,459 |

Народ Маријци су један од угро-финских народа. По попису из 2002. Мари су чинили 42,88% становништва, Руси су представљали 47,46%, а Татари 5,96%.
Званични језик Мариј Ела је руски и маријски језик (са четири различита дијалекта, од којих два у овој републици).